# Świniary (Płock)
Pour les articles homonymes, voir Świniary.
Świniary (prononciation : [ɕfiˈɲarɨ]) est un village polonais de la Słubice dans le powiat de Płock de la voïvodie de Mazovie dans le centre-est de la Pologne. Il se situe à environ 8 kilomètres au nord de Słubice (siège de la gmina), 20 kilomètres au sud-est de Płock (siège du powiat) et à 79 kilomètres à l'ouest de Varsovie (capitale de la Pologne).
Le village compte approximativement une population de 108 habitants.[réf. nécessaire]

## Histoire
De 1974 à 1998, le village appartenait administrativement à la voïvodie de Płock.